# Широко шагая 2: Расплата

«Широко шагая 2: Расплата» (англ. Walking Tall: The Payback) — продолжение боевика «Широко шагая». Режиссёр фильма Трип Рид, сценаристы Джо Хэлпин и Брайан Страсманн. Продюсировали фильм Джим Бёрк, Элисон Семенца и др.

## Описание
Главную роль исполнил актёр Кевин Сорбо, который снимется в третьей части боевика. Съёмки фильма проходили в США, первая премьера фильма была 13 февраля 2007 года в Аргентине, после были премьеры в США (20 февраля), Нидерландах (20 марта), Германии (10 апреля), Исландии (11 апреля), Греции (18 апреля), Польше (31 мая), Финляндии (6 июня), Японии (27 ноября).

## Сюжет
В ночной час на заправочной станции случается инцидент, гремит взрыв, есть погибшие. Шериф округа Шентон Чарльз Прескотт выезжает на осмотр места происшествия, однако, обнаруживает там Уолтера Морриса, шерифа из соседнего участка. Появление последнего настораживает Прескотта, поэтому он решает подробнее разобраться в причинах взрыва. И не напрасно, потому что во время осмотра его помощник обнаруживает пистолет. А Уолтер тем временем отправляется к своему брату Харви Моррису, который напоминает ему, что у их группировки имеется заказ — прибрать определённый участок земли к рукам, поэтому промахи недопустимы.
Чарльз Прескотт по дороге из Далласа заезжает к своему сыну Нику, который занят процессом укрощения лошадей. Он рассказывает о том, что Харви со своей бандой держат весь город и его жителей в страхе, и сетует на то, что некому положить конец их беззакониям. Ник обещает навестить родителей, как только появится свободное время.
Между тем шериф Прескотт обращается к агенту ФБР Кейт Дженсен за помощью в наведении порядка в подведомственном ему округе. Он приносит найденный на месте взрыва пистолет на баллистическую экспертизу, чтобы получить какие-либо зацепки для своего дальнейшего расследования. Но детектив Майклз, который берётся выполнить экспертизу, продаёт информацию тем, кто может сообщить о находке преступной группировке, возглавляемой Харви Моррисом. Дабы обезопасить себя, Харви устраивает несчастный случай Чарльзу Прескотту, сбивая грузовиком его автомобиль.
Приехавший повидать родителей Ник к своему несчастью оказывается на похоронах своего отца. Там к нему обращается Кейт Дженсен, та самая агент ФБР, к которой покойный шериф Прескотт обращался за помощью незадолго до своей гибели. В разговоре выясняется, какое отношение ко всему происходящему имеют братья Моррис, Харви и Уолтер, а также о том, что, работая на некую компанию, банда Харви силой заставляет жителей округа продавать ему свои земли.
Ник с помощником шерифа и агентом ФБР продолжают расследование. Кейт удаётся выяснить, что взорвавшиеся на прошлой неделе бензовозы принадлежат компании БиСиБи, руководит которой некий влиятельный бизнесмен через сеть мелких представителей. Однако возникает вопрос, зачем взрывать бензовозы и заправки в городе, который так усердно пытаешься скупить?
Банда Харви продолжает выживать мелких предпринимателей со своих земель, вынуждая продавать тех свои участки. А Нику объявлена настоящая война после того, как он преподал небольшой урок вежливости тем, кто отказывался платить в баре по счёту. Но сын шерифа Прескотта не намерен отступать, он принимает решение идти до конца и во что бы то ни стало докопаться до истины. Поэтому Ник надевает значок покойного отца и возлагает на себя обязанности шерифа. Жители поддерживают его решение, но боятся высказываться об этом вслух, опасаясь головорезов Харви. Старая знакомая Ника Кристалл, работающая в баре, сообщает, что Харви собирается посадить на место шерифа своего брата Уолтера, поэтому Ник Прескотт предлагает членам совета города временно покинуть город, дабы не дать братьям Моррис осуществить свой план. Избрание Уолтера проваливается за отсутствием избирателей, и взбешённый Харви решает покончить с Ником раз и навсегда. Узнав, что утечка информации о выборах исходит от работницы бара, Харви с приспешниками вламываются в дом Кристалл и подвергают её насилию в качестве урока на будущее. Попавшая в больницу девушка признаётся пришедшему к ней Нику, кто совершил злодеяние, и чаша терпения борца за справедливость переполняется.
Одновременно с этим приспешник владельца компании БиСиБи, заметая следы, убивает детектива Майклза и шерифа Уолтера, подкидывая улики для Харви, который, обнаружив труп брата, считает, что убийство совершил Ник. В отместку он похищает мать Ника, вызывая того на открытое противостояние. Ник не может не прийти, чтобы спасти мать. Но перед этим он отыскивает офис Харви Морриса и добывает веское доказательство — карту с намеченной будущей трассой на месте расчищенного города, которое передаёт в руки агента ФБР Кейт Эдженс.
Харви ставит Нику условие: отказ от поста шерифа в обмен на жизнь матери. Ник соглашается, но последнее слово остается за ним. Шериф Ник Прескотт обнаруживает логово Харви Морриса и воздаёт банде по заслугам, спасти мать ему помогает агент ФБР Кейт, которая становится семье Прескоттов настоящим другом.

## В ролях
- Кевин Сорбо — Ник Прескотт
- Ричард Диллард — Чарли Прескотт
- Гэйл Кронау — Эмма Прескотт
- Делл Джонсон — Хэп Уоррелл
- А. Дж. Бакли — Харви Моррис
- Иветт Нипар — Кейт Дженсен
- Чарльз Бейкер — Найт